# Nickel City Opera
Nickel City Opera (även känt som NC Opera Buffalo och NCO) är ett amerikanskt operakompani som grundades 2004 och ligger i Buffalo, New York. Nickel City Operas hemvist är Shea's Performing Arts Center, som rymmer 3 019 åskådare är ett av USA:s stora operahus. Det är beläget i Buffalo Theatre District i centrala Buffalo på Main St. Byggnaden ritades av Chicagobyrån Rapp and Rapp och designades i stil med europeiska operahus och dekorerades i en kombination av fransk och spansk barock och rokoko. Inredningen är gjord av Louis Comfort Tiffany.
Operorna i NCO:s repertoar består av verk från 1700-talets barock och 1800-talets bel canto till 1900-talets minimalism och samtida operor från 1900- och 2000-talen. Dessa operaproduktioner framförs med fullständig iscensättning, som varierar i stil från detaljerade och traditionella dekorer till modern design. Nickel City Opera grundades 2004 och producerade sin första opera, Rossinis Barberaren i Sevilla, i juni 2009 på Riviera Theatre. Året efter, 2010, producerade man Verdis Rigoletto.
Under 2016 satte NCO upp världspremiären av operan Shot! av Persis Vehar, en opera som handlar om mordet på USA:s president William McKinley vid den panamerikanska världsutställningen i Buffalo 1901. I maj 2017 tilldelade Opera America sitt årliga Service Award till Nickel City Operas konstnärliga chef Valerian Ruminski för hans tio år långa tjänst hos NCO. Under 2021 satte NCO upp världspremiären av The Second Sight av Jessie Downs.
Den tyske dirigenten Matthias Manasi var musikchef och chefsdirigent 2017–2021 och efterträdde den amerikanske  dirigenten Michael Ching, som var musikchef och chefsdirigent för NCO 2012–2017. NCO samarbetar med Buffalo Philharmonic Orchestra.